# کراسنی یار (شهرستان کالتاسینسکی، باشقیرستان)
کراسنی یار (انگلیسی: Krasny Yar, Kaltasinsky District, Republic of Bashkortostan) یک شهرک در شهرستان کالتاسینسکی استان باشقیرستان کشور روسیه است.